# Zerene eurydice

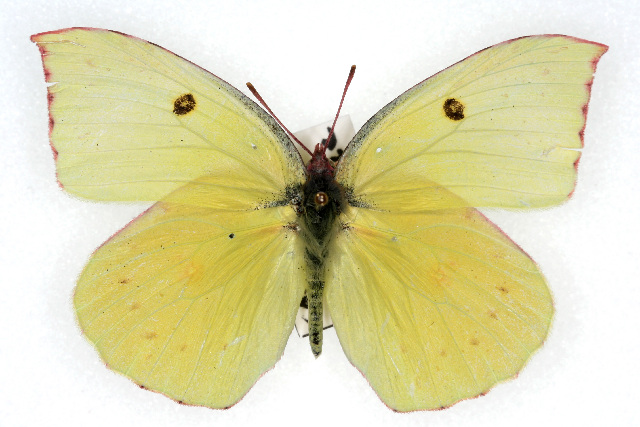
Weibchen

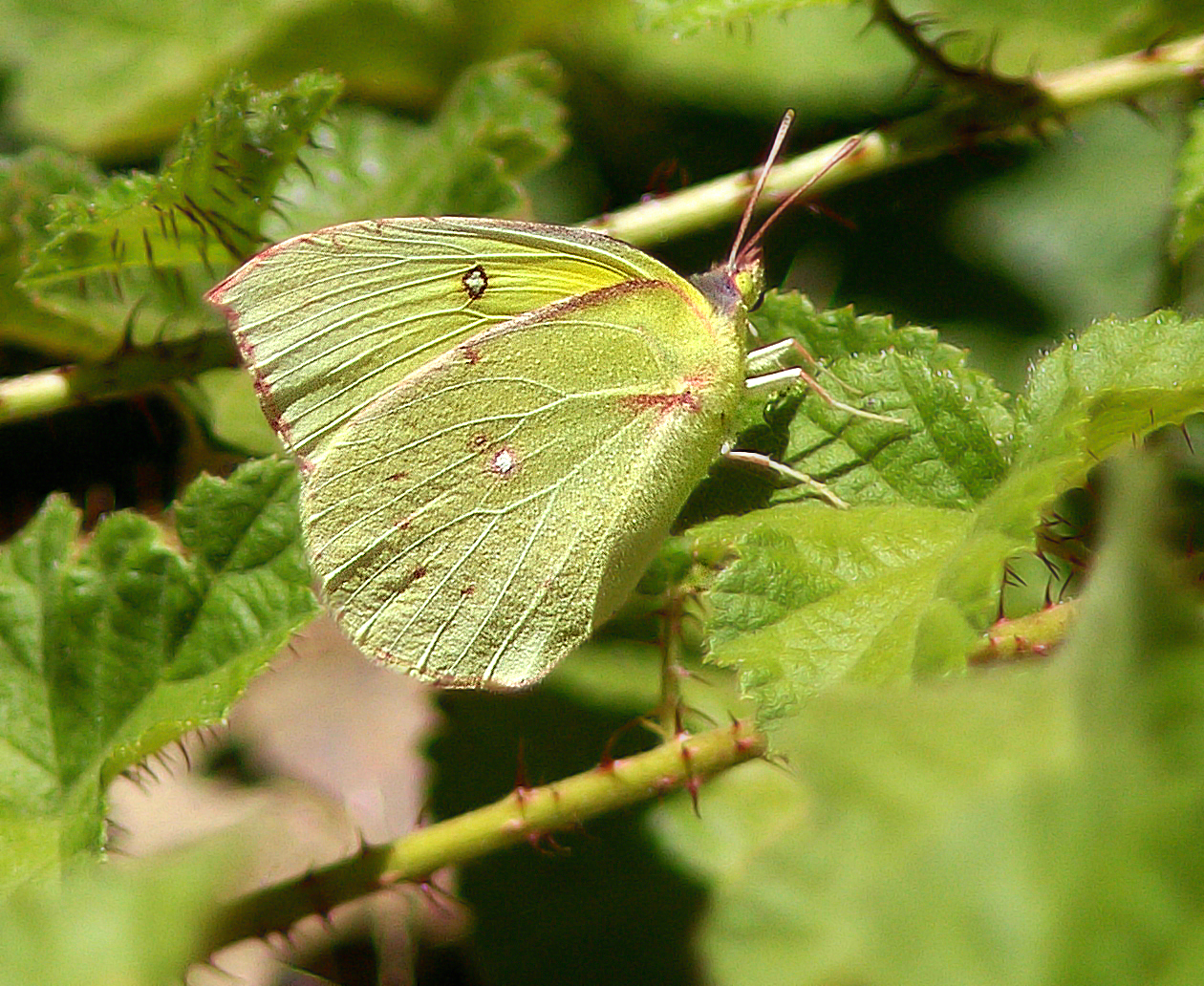
Flügelunterseite

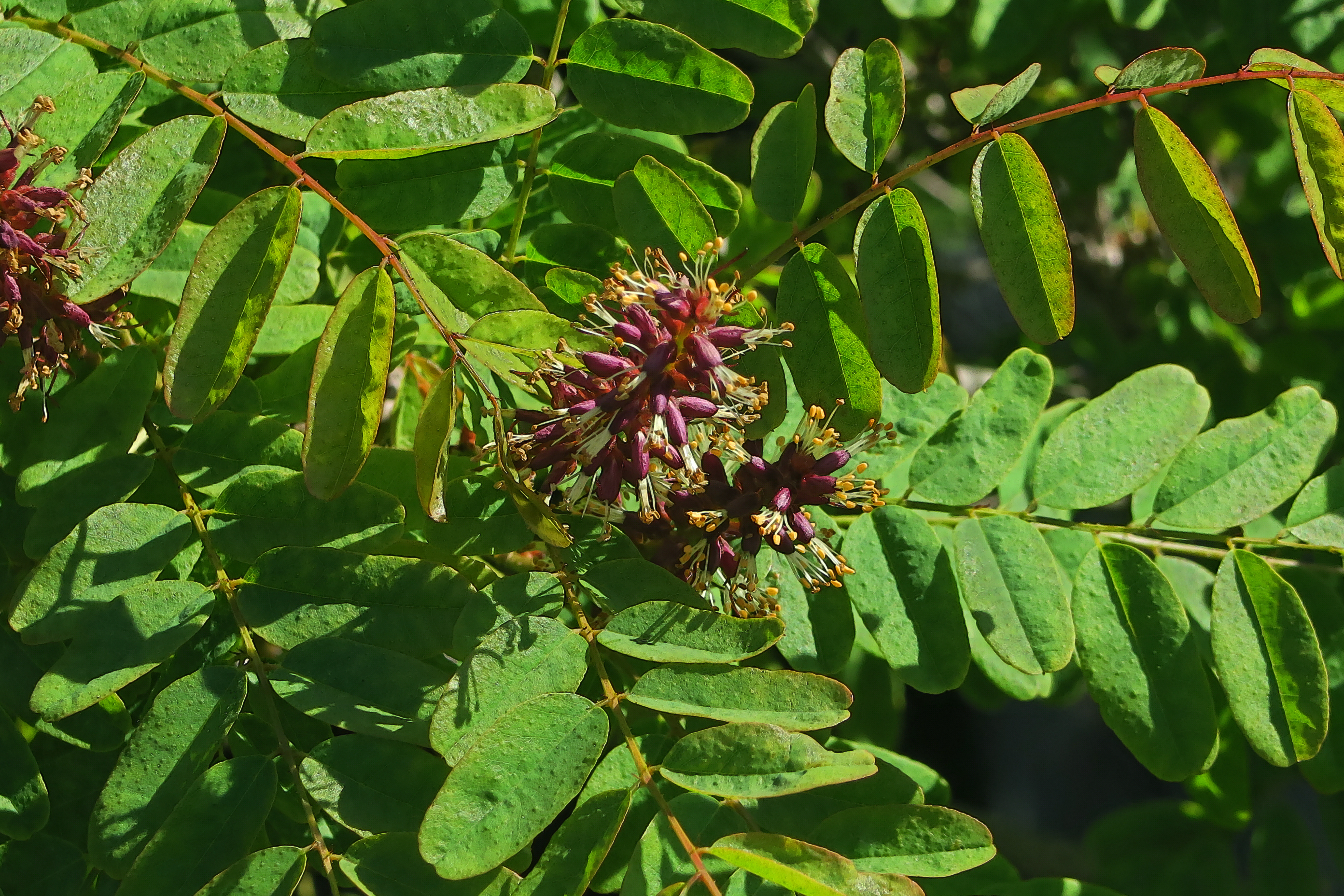
Amorpha californica, die Hauptnahrungspflanze der Raupe

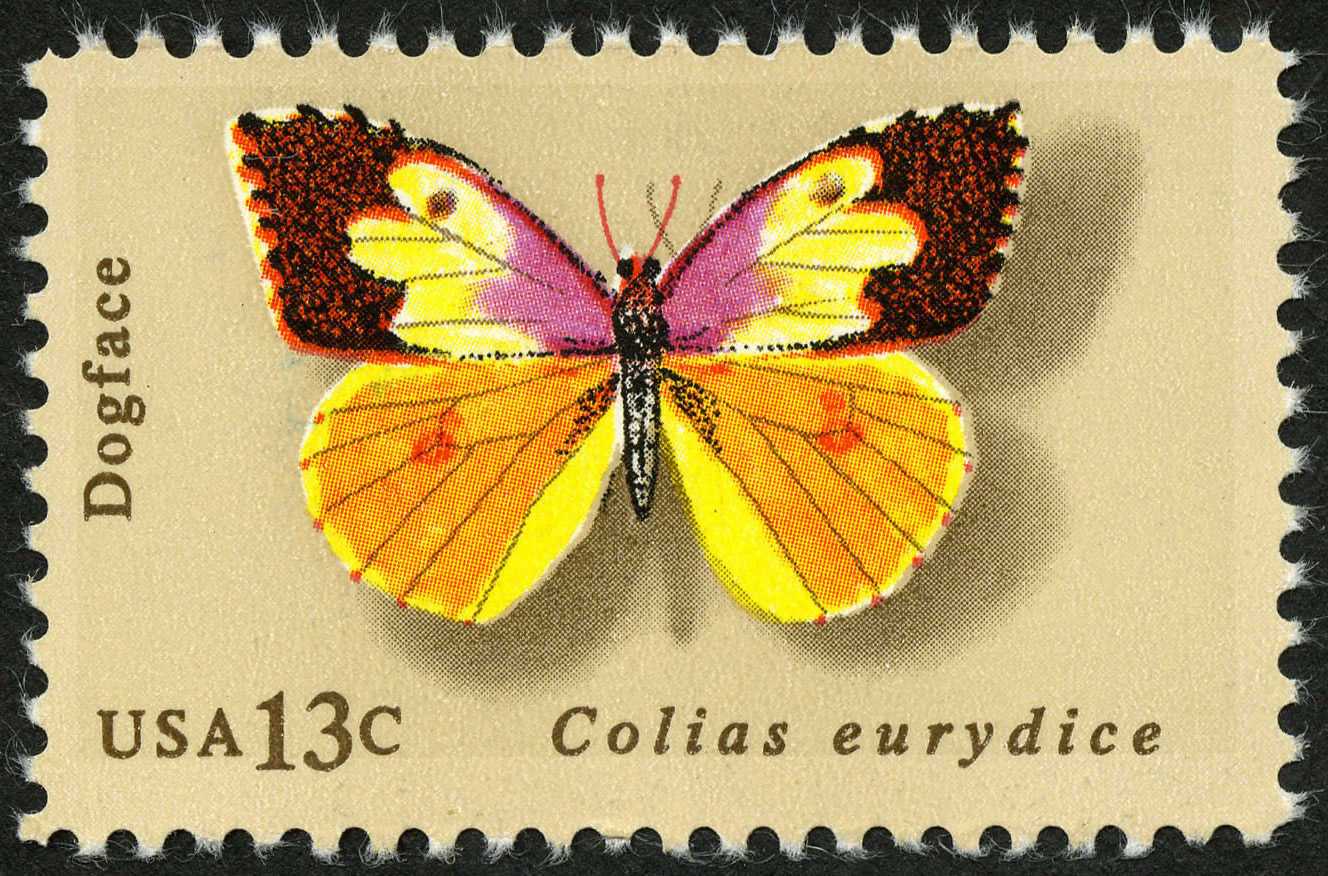
Briefmarke

Zerene eurydice (Synonym: Colias eurydice) ist ein endemisch in Kalifornien vorkommender Schmetterling (Tagfalter) aus der Familie der Weißlinge (Pieridae). Er wird unter dem Namen California Dogface als Staatsschmetterling in Kalifornien geführt.

## Merkmale

### Falter
Die Falter erreichen eine Flügelspannweite von 51 bis 63 Millimetern. Zwischen den Geschlechtern besteht ein deutlicher Sexualdimorphismus. Bei den Männchen ist die Grundfarbe auf der Vorderflügeloberseite schwarzbraun. Die Diskalregion ist gelb und reicht in der Mitte bis in die Postdiskalregion. Diese Region schimmert je nach Lichteinfall irisierend violett. Ein großer schwarzer Diskalfleck hebt sich deutlich ab. Die Zeichnung mit dem schwarzen augenähnlichen Diskalfleck ähnelt dem Profil eines Hundegesichts, weshalb die Art im englischen Sprachgebrauch California Dogface genannt wird. Die Hinterflügeloberseite hat eine orange gelbe Farbe. Ein oder zwei orangefarbige Diskalflecke heben sich nur undeutlich ab. Beide Flügelunterseiten sind blass gelb. Auf der Vorderflügelunterseite befindet sich ein weißer Diskalfleck, der dünn schwarz umrandet ist. Die Hinterflügelunterseite zeigt zwei undeutliche weiße Mittelflecke. Die Weibchen sind auf allen Flügeloberseiten nahezu zeichnungslos gelb gefärbt, lediglich ein dunkler Diskalfleck hebt sich ab. Der Apex ist sehr spitz. Auf den Flügelunterseiten ähnelt die Zeichnung derjenigen der Männchen.

### Ei, Raupe, Puppe
Die Eier haben die Form eines länglichen Rotationsellipsoids, eine gelbliche Farbe und schwache Längsrippen. Ausgewachsene Raupen sind grün gefärbt und zeigen einen weißen Seitenstreifen. Die Puppe ist als Gürtelpuppe ausgebildet und hat eine grasgrüne Farbe, von der sich eine helle Seitenlinie abhebt. Kurz vor dem Schlüpfen scheint das Flügelmuster bereits durch die Flügelscheiden hindurch.

### Ähnliche Arten
Zerene cesonia (englisch Southern Dogface genannt) unterscheidet sich dadurch, dass der gelbliche Bereich um den Diskalfleck auf der Vorderflügelseite nur schwach irisierend schimmert und die schwarzbraune Submarginalregion schmaler als bei Zerene eurydice ist.

## Verbreitung und Lebensraum
Zerene eurydice kommt endemisch in Kalifornien vor.
Die Art besiedelt in erster Linie Chaparralzonen sowie lichte Eichen- und Nadelwälder.

## Lebensweise
Die Falter fliegen von Februar bis Dezember, das Abundanzmaximum liegt in den Monaten April und Mai sowie Juli und August. Beide Geschlechter saugen zur Nahrungsaufnahme gerne an Blüten. Die Weibchen legen die Eier einzeln an der Unterseite der Nahrungspflanzen ab. Die Raupen leben einzeln und ernähren sich bevorzugt von den Blättern der zu den Hülsenfrüchtlern (Fabaceae) zählenden Amorpha californica.

## Trivia
Die US-Post bildete im Jahr 1977 den Dogface-Schmetterling  damals noch unter dem Namen Colias eurydice auf einer Briefmarke ab.